# E-mu Emulator

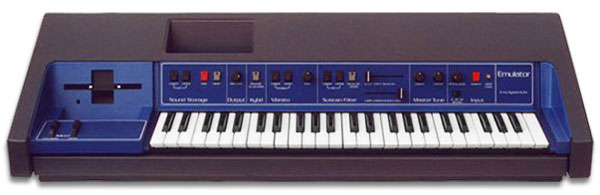
E-mu Emulator I uit 1981

De Emulator is de naam van een serie van digitale sampling synthesizers die floppy disks gebruikten als opslagmedium. Ze werden geproduceerd door E-mu Systems vanaf 1981 tot en met de jaren 90. De Emulator was niet de eerste sampler op de markt, maar werd vanwege de lage prijs en de kleine afmetingen veel gebruikt door muzikanten. De Emulator stond ook bekend als innovatief vanwege de integratie van computertechnologie.
Productie van de instrumenten werd stopgezet in 2002.

## Modellen

### Emulator
Met de Emulator, vaak ook de Emulator I genoemd, konden musici geluiden en klanken opnemen (samplen) om deze vervolgens af te spelen als muzieknoten op het klavier. Het instrument bevat een eenvoudige 8 bit-sampler met enkele filter. In het eerste model ontbreekt een spanningsgestuurde versterker of VCA. De Emulator kwam in drie uitvoeringen; een model met 2, 4 of 8 stemmen.
Muzikant Stevie Wonder ontving het eerst geproduceerde model met serienummer "0001".
In 1982 kreeg de Emulator meer functies en een VCA.

### Emulator II

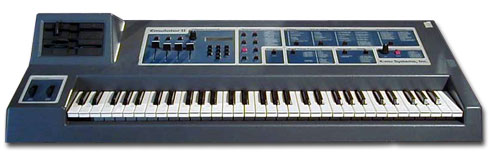
Emulator II

De Emulator II kwam in 1984 op de markt en bevat digitale companding en een hogere samplefrequentie. Er zijn meer bewerkingsmogelijkheden met directe aansturing. De Emulator II heeft als uitbreidingen een tweede floppy-drive, een harde schijf met 20 MB, en een geheugenuitbreiding van 512 kB.

### Emulator III

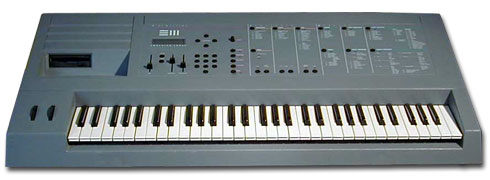
Emulator III

De Emulator III kwam in 1987 op de markt en werd tot 1991 geproduceerd. Het instrument werd in 1988 als klankmodule verkrijgbaar. Het instrument heeft 4 of 8 megabytes geheugen, en er kunnen samples worden opgenomen in 16-bit stereo met een frequentie van 44,1 kHz. Destijds was dit een van de meest geavanceerde professionele apparatuur verkrijgbaar.

### Emulator IV
In 1994 kwam de Emulator IV-serie uit. De serie omvat een aantal klankmodules die verschillen in prijs en mogelijkheden, en twee keyboard-versies; de E4K en de e-Synth.

## Bekende artiesten
- ABC
- Bad Boys Blue
- Brad Fiedel
- Brent Mydland
- China Crisis
- Constance Demby
- Covenant
- Daft Punk
- Dave Stewart
- David Bowie
- Vincent Gallo
- Depeche Mode
- Enigma
- Genesis
- Jean-Michel Jarre
- Kraftwerk
- Queen
- Klaus Schulze
- Pet Shop Boys
- Peter Gabriel
- Ryuichi Sakamoto
- Tangerine Dream
- Tears for Fears
- Vangelis
- Yes
- Yanni